# Robert Opron
Robert Opron (Amiens, 22 febbraio 1932 – Antony, 29 marzo 2021) è stato un designer automobilistico francese, noto per la sua lunga e fertile collaborazione presso la Citroën.

## Biografia

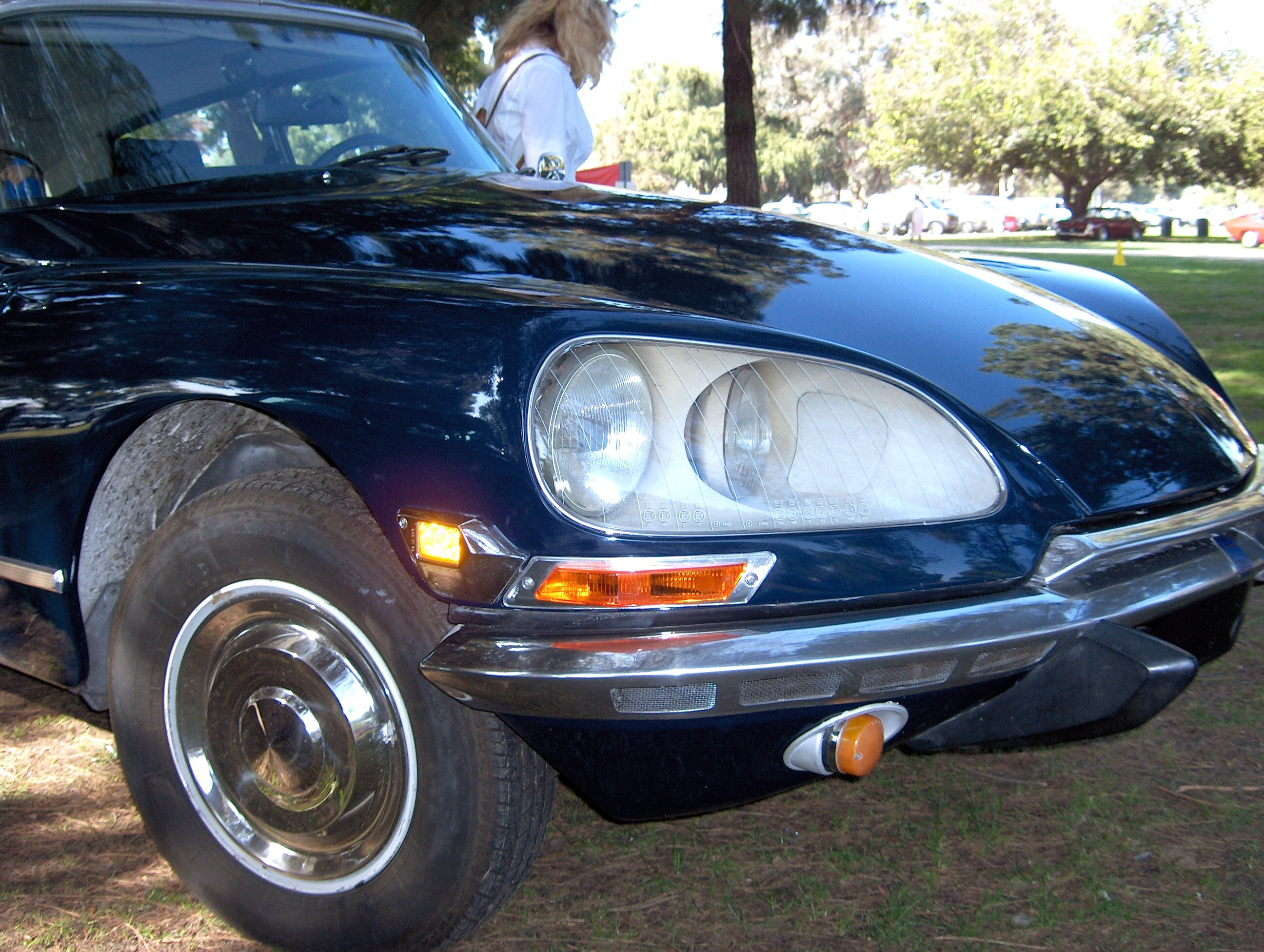
Vista dei fari carenati ed orientabili della DS seconda serie, un elemento introdotto da Opron

Opron trascorse la sua prima giovinezza in Africa, in particolar modo in Algeria, Mali e Costa d'Avorio. Solo nel 1952, all'età di vent'anni, migrò in Francia per studiare architettura. Inizialmente trovò impiego presso un'azienda di costruzioni aeronautiche, dopo di che, nel 1957, si trasferì presso la SIMCA, dove cominciò la sua carriera in ambito automobilistico. Qui realizzò tra l'altro il prototipo Fulgur, molto avveniristico.
Nel 1962 passò alla Citroën, dove affinò il suo talento per il disegno sotto gli occhi di un personaggio illustre qual era Flaminio Bertoni, noto per aver disegnato le splendide linee della Citroën DS. Qui Opron fece tesoro dell'importanza del concetto di aerodinamica, forte anche del fatto di aver constatato il successo della DS e di come fosse possibile creare un'auto dall'aspetto futuristico, decisamente sopra le righe, ma che sapesse anche piacere. Secondo Opron, il modo più efficace di avere un frontale aerodinamico, in grado di non dare problemi relativi alla resistenza all'avanzamento, era quello di inglobare i fari anteriori nel disegno stesso del frontale.
Questo concetto, per la verità stava già cominciando a prendere piede: negli anni immediatamente successivi al secondo dopeguerra stavano progressivamente scomparendo quelle vetture dotate di fari posizionati sopra i parafanghi (soluzione tipica degli anni trenta e decenni precedenti) a favore di vetture con fari tondi incassati nel frontale. Vi erano eccezioni, come per esempio la stessa Citroën 2CV, ma in generale la tendenza era verso una maggiore aerodinamicità.
Opron ottimizzò questo concetto: tra la fine degli anni sessanta e l'inizio degli anni settanta arrivò a concepire frontali molto inclinati all'indietro, con fari carenati ed inglobati nella carrozzeria. Addirittura, uno dei primi esperimenti in tal senso fu lo sviluppo dell'ultimo progetto di Flaminio Bertoni, scolpito nei giorni immediatamente precedenti la sua scomparsa: il nuovo frontale per la DS, che dal settembre 1967 (per l'anno-modello 1968) beneficiò dei famosi occhi di gatto, ossia i fari carenati orientabili. Di quel periodo era anche il contributo di Opron per la realizzazione della linea della Citroën Dyane (opera di Louis Bionnier) e, poco più tardi, anche della Ami 8. Anche in quest'ultimo caso, Opron andò a rivedere una precedente creazione di Flaminio Bertoni, la Ami 6, applicando alcuni concetti di tipo aerodinamico, come il lunotto inclinato di tipo convenzionale e non rovesciato.

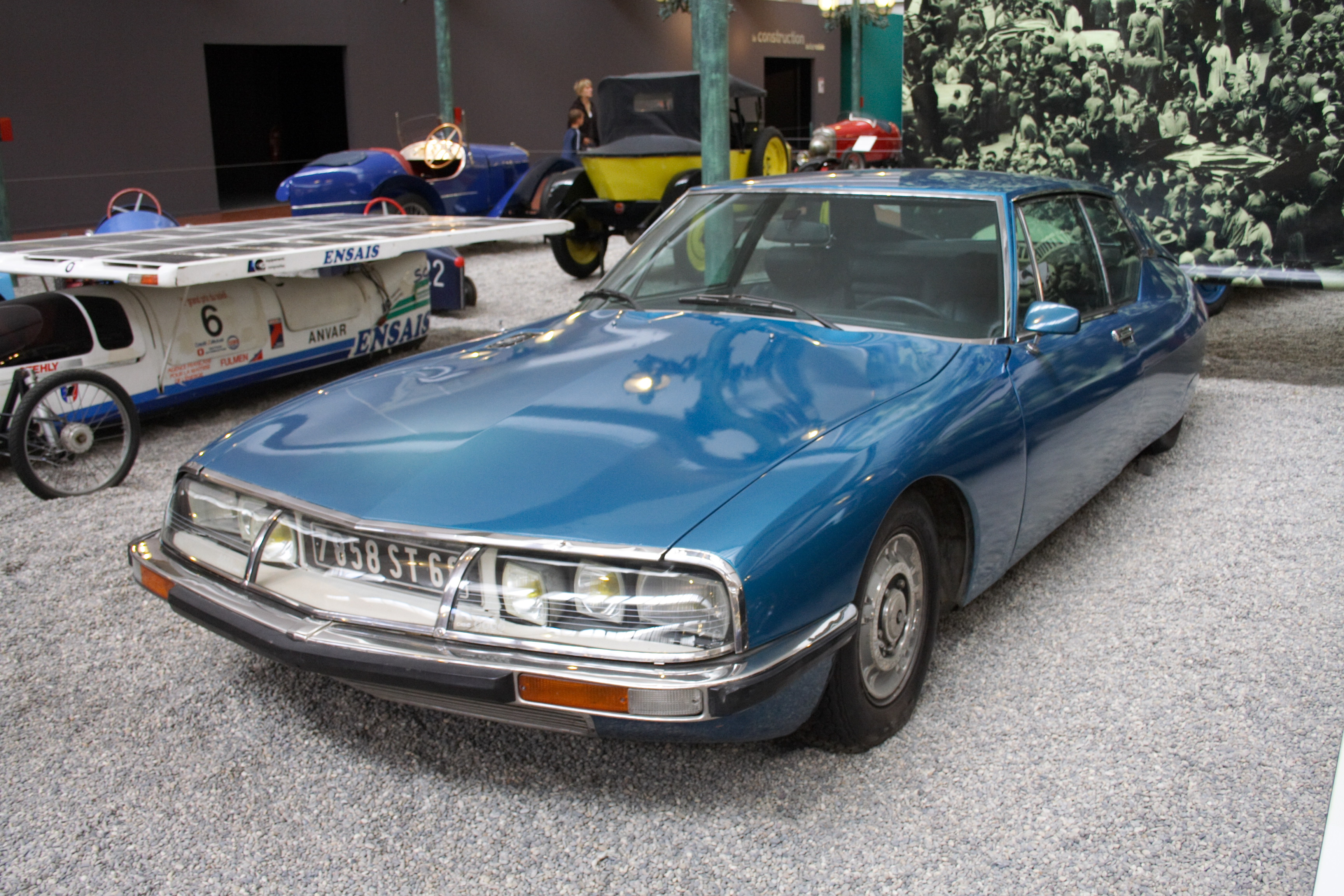
Vista del frontale di una Citroën SM, una delle opere più significative del designer francese

Nel 1970 Opron giunse a quella che è stata forse una delle sue creazioni più estreme tra quelle destinate alla produzione in serie: la Citroën SM, sportiva di lusso caratterizzata da un frontale interamente carenato e di forma affusolata. Nello stesso anno, Opron firmò anche la linea della GS e nel 1974 vestì la CX, grossa berlina assai profilata e che avrebbe sostituito la DS. La CX fu l'ultimo lavoro di Opron presso la Citroën. La grosse difficoltà economiche della Casa francese che avrebbero portato alla sua fusione con la Peugeot costarono il posto di lavoro ad Opron: furono i nuovi detentori del marchio a prendere questa drastica decisione. Meglio: fu lo stesso Opron a lasciare la Casa.
Opron giunse così alla Renault, dove avrebbe contribuito alla realizzazione di altri significativi modelli. Uno dei primi, significativi lavori di Opron alla Renault fu il restyling della Alpine-Renault A310, una vettura sportiva che già di per sé possedeva requisiti stilistici che avrebbero potuto essere stati benissimi firmati da Opron. Nel decennio seguente, Opron, sempre alla Renault, realizzò le carrozzerie di altri modelli, come la Renault 9, la Renault Fuego, la Espace prima serie e la Renault 25. Nel 1992, Opron cominciò a lavorare come consulente di design fino al 2000, dopo di che si ritirò dall'attività. Attualmente, Opron è un personaggio molto amato dai cultori del marchio Citroën.